# 土佐清水市
土佐清水市（日语：／ Tosashimizu shi）是位於日本高知縣西南端的市。境內約85%的面積被山林覆蓋，轄區則大多位於足摺宇和海國立公園的範圍內。土佐清水市為高知縣内人口數第二少的市。市內設有四國地區唯一的航空自衛隊基地土佐清水分屯基地。而當地也是明治時代的翻譯約翰萬次郎的家鄉。
四國八十八箇所中的第38號札所金剛福寺即坐落於市內。

## 地理
- 山：今之山（868m）、白皇山（433m）
- 河川：下之加江川、加久見川、益野川
- 岬：足摺岬

### 氣候
當地在氣候上屬於亞熱帶氣候。根據統計，2020年土佐清水市的總降水量為2216毫米，年日照時間為2318.1小時，年均溫則為18.6度，整體氣候溫暖多雨。土佐清水市經常受到往北行進的颱風侵襲，其帶來的暴風雨對當地造成許多破壞。

## 歷史

### 行政區劃變遷
- 1889年4月1日：實施町村制，現在的轄區在當時分屬：幡多郡清松村、上灘村、伊豆田村、三崎村、下川口村。
- 1924年7月1日：清松村改名為清水村。
- 1924年9月15日：清水村改制為清水町。
- 1941年4月1日：上灘村被併入清水町。
- 1947年11月3日：三崎村改制為三崎町。
- 1950年11月3日：伊豆田村改制並改名為下之加江町。
- 1950年11月11日：下川口村改制為下川口町。
- 1954年8月1日：清水町、下之加江町、三崎町、下川口町合併為土佐清水市[9]。

### 變遷表
| 1889年4月1日 | 1889年 - 1926年     | 1889年 - 1926年      | 1926年 - 1954年          | 1926年 - 1954年         | 1955年 - 1989年         | 1989年 - 現在           | 現在                    |
| ------------ | ------------------- | -------------------- | ------------------------ | ----------------------- | ----------------------- | ----------------------- | ----------------------- |
| 清松村       | 1924年7月1日 清水村 | 1924年9月15日 清水町 | 1924年9月15日 清水町     | 1954年8月1日 土佐清水市 | 1954年8月1日 土佐清水市 | 1954年8月1日 土佐清水市 | 1954年8月1日 土佐清水市 |
| 上灘村       | 上灘村              | 上灘村               | 1941年4月1日 併入清水町  | 1954年8月1日 土佐清水市 | 1954年8月1日 土佐清水市 | 1954年8月1日 土佐清水市 | 1954年8月1日 土佐清水市 |
| 伊豆田村     | 伊豆田村            | 伊豆田村             | 1950年11月3日 下之加江町 | 1954年8月1日 土佐清水市 | 1954年8月1日 土佐清水市 | 1954年8月1日 土佐清水市 | 1954年8月1日 土佐清水市 |
| 三崎村       | 三崎村              | 三崎村               | 1947年11月3日 三崎町     | 1954年8月1日 土佐清水市 | 1954年8月1日 土佐清水市 | 1954年8月1日 土佐清水市 | 1954年8月1日 土佐清水市 |
| 下川口村     | 下川口村            | 下川口村             | 1950年11月11日 下川口町  | 1954年8月1日 土佐清水市 | 1954年8月1日 土佐清水市 | 1954年8月1日 土佐清水市 | 1954年8月1日 土佐清水市 |

## 交通
市內無鐵路通過，距離最近的車站為位於四萬十市的中村車站，主要幹道為國道231號。過去曾有渡輪可往返東洋町甲浦港、大阪市大阪南港，但經歷兩家渡輪公司的經營後，最終於2005年6月停駛。

## 觀光
- 足摺岬
- 足摺岬燈塔
- 龍串、龍串海中公園
- 國際交流之館－約翰萬次郎之家
- 賞鯨

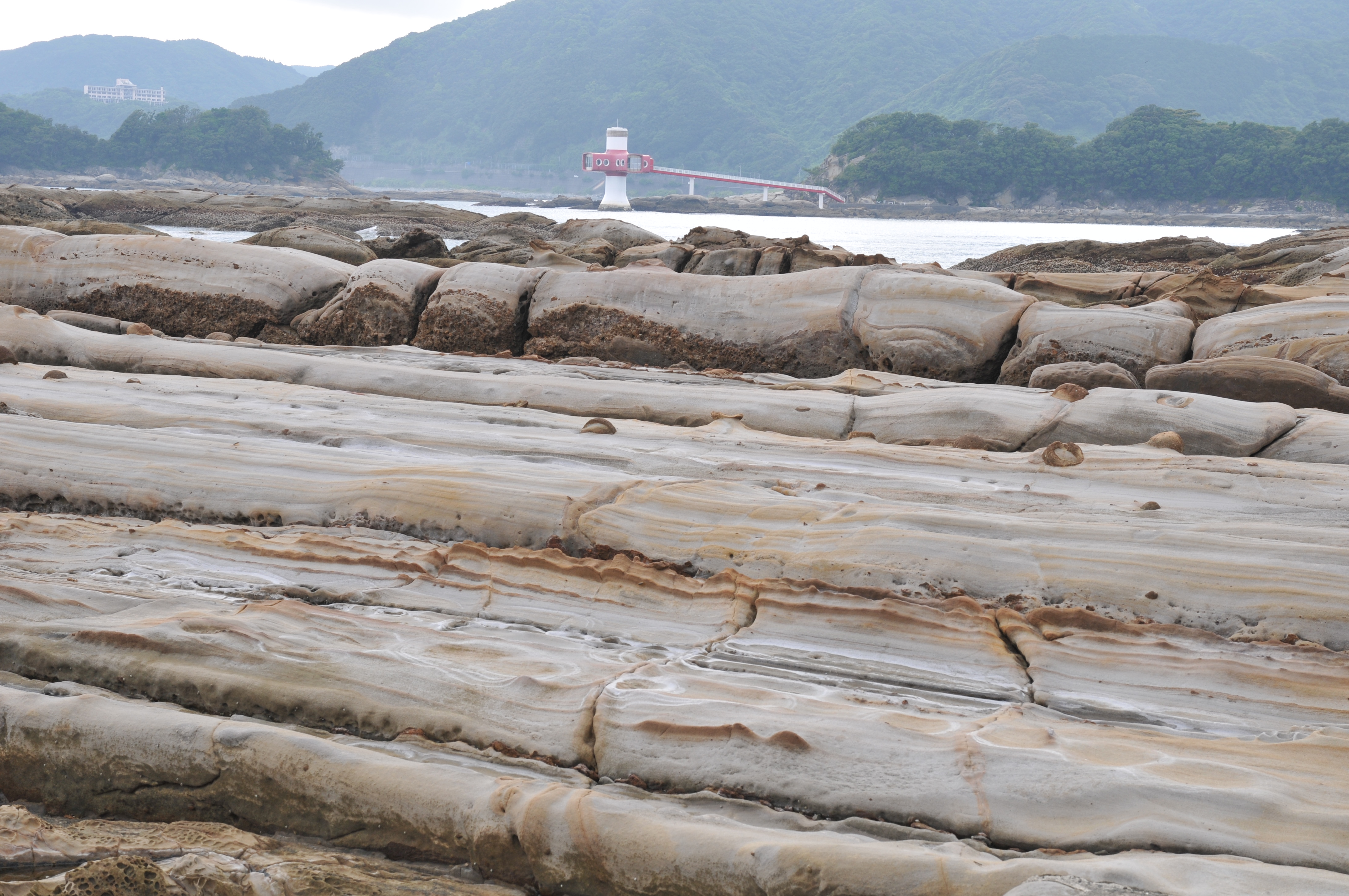
龍串海中公園的特殊地形－龍串

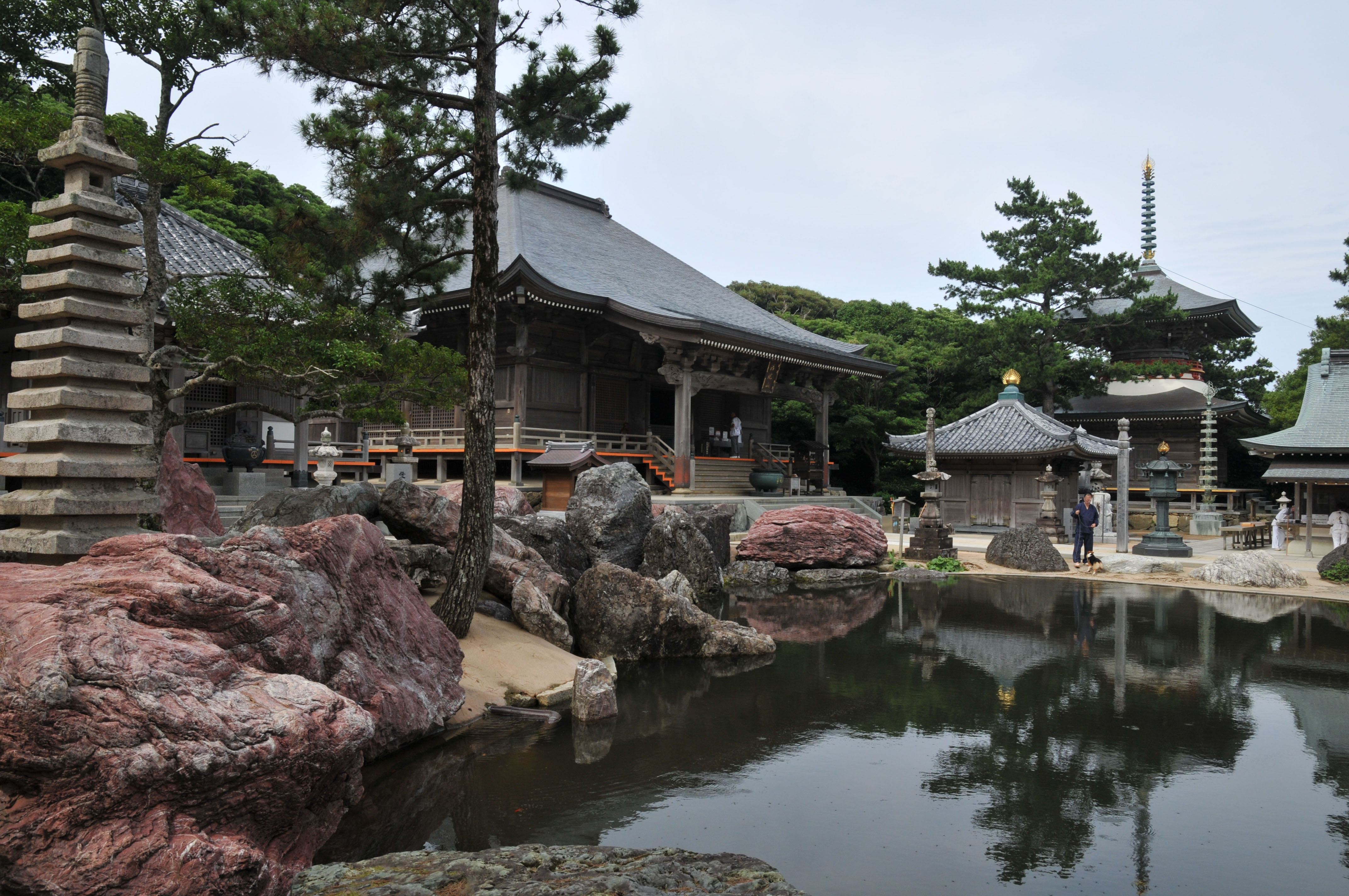
金剛福寺

- 四國八十八箇所第三十八番札所 蹉陀山金剛福寺
- 真念庵 - 四國八十八箇所霊場番外札所
- 吉福家住宅 - 國家重要文化財

## 教育
高等學校
- 高知縣立清水高等學校

## 姊妹、友好都市
以與約翰萬次郎有關的地區為主題，與下列地方締結姊妹城市。

### 日本
- 豐見城市（沖繩縣）

### 海外
- 新贝德福德（美國马萨诸塞州布里斯托縣）
- 費爾黑文市（英语：Fairhaven, Massachusetts）（美國马萨诸塞州布里斯托縣）

## 本地出身人物
- 梅本幸雄：漫畫家
- redjuice：插畫家
- 郷ちぐさ：前寶塚歌劇團雪組男役
- 約翰萬次郎：明治時代的英文翻譯、教師
- 岡幸俊：前職業棒球選手

## 外部連結
- （日語） 官方网站
- （繁體中文） 土佐清水市觀光協會 （页面存档备份，存于）
- （简体中文） 人土佐清水市观光协 （页面存档备份，存于）
- （日語） 足摺溫泉鄉 （页面存档备份，存于）
- （日語） 土佐清水市教育委員會 （页面存档备份，存于）
- OpenStreetMap上有關土佐清水市的地理